# Satronia
Satronia là một chi bướm đêm thuộc phân họ Olethreutinae, họ Tortricidae Tortricidae.

## Các loài
- Satronia tantilla Heinrich, 1926